# Isola dei Porri (Sicilia)
L'isola dei Porri è un'isola dell'Italia sita nel canale di Malta, in Sicilia.
Amministrativamente appartiene al territorio di Ispica, comune italiano della provincia di Ragusa.
È posta di fronte alla frazione di Santa Maria del Focallo.

## Descrizione
Lunga 150 m e larga 125 m, è costituita per lo più da tre scogli.
Lo scoglio più grande ha una dimensione di poco più di cento metri per lato. Vista la modesta dimensione, la vegetazione è praticamente inesistente e l'unica forma vegetale presente è costituita dal porro (Allium ampeloprasum) da cui ha assunto la denominazione attuale. Insieme alla forestale presente sul litorale e ai pantani è da poco tempo protetta come zona di Riserva Integrale. Ogni anno è meta di escursioni subacquee.
La testimonianza di alcuni anziani dice che quest'isola, ai primi del Novecento fosse una zona in cui si praticava la caccia, e che già aveva iniziato a rimpicciolirsi per via delle maree in periodo posteriore; secondo alcune ricostruzioni, si pensa che un tempo quest'isola fosse un tutt'uno con la costa, e che, appunto per via delle correnti e dei movimenti sismici, sia andata distaccandosi dalla costa ed a rimpicciolirsi sempre di più.

## Storia
Nel 1989 furono trovati diversi scheletri di uomini che furono datati intorno al X secolo. Si pensa che si tratta dei resti della famiglia di Ziyadat Allah III, uno degli ultimi emiri aglabiti della Tunisia che nel 903, temendo un complotto contro di lui, fece uccidere il padre, lo zio e una trentina di altri membri della corte, e fece inviare i cadaveri all'isola dei Porri. L'identificazione del luogo chiamato "isola dei Porri" nelle fonti arabe ha tuttavia un margine di incertezza dovuto a una omonima isola che si trova sulla costa della Tunisia.